# 23625 Ґелфонд
23625 Ґелфонд (23625 Gelfond) — астероїд головного поясу, відкритий 19 листопада 1996 року.
Тіссеранів параметр щодо Юпітера — 3,616.